# Memphis, Texas
Memphis este o municipalitate, un oraș și reședința comitatului Hall din statul Texas, Statele Unite ale Americii. Orașul se află la altitudinea de 627 m, se întinde pe o suprafață de 5,8 km2, dintre care 5,8 km2 este uscat. În anul 2000 avea o populație de 2.479 locuitori.